# Płyta Juan de Fuca

Płyta Juan de Fuca zaznaczona na niebiesko

Płyta Juan de Fuca (ang. Juan de Fuca Plate) − niewielka płyta tektoniczna, położona między płytą północnoamerykańską na wschodzie a płytą pacyficzną na zachodzie.
Jej częściami są niewielkie "mikropłyty" − na północy Płyta Explorer, a na południu Płyta Gorda.
Na zachodzie od płyty pacyficznej oddziela ją Grzbiet Gorda, uskok transformacyjny Blanco i Grzbiet Juan de Fuca, będące przedłużeniem uskoku San Andreas i Grzbietu Wschodniopacyficznego.